# Los Cuatro Fantásticos (película de 1994)
The Fantastic Four es una película independiente de 1994 basada en los personajes homónimos de Marvel Comics.
La película se realizó con bajo presupuesto y fue producida por Roger Corman y Bernd Eichinger (quien sería luego productor de una de mayor presupuesto) y distribuida directamente para video ya que la única intención de la productora era mantener los derechos sobre los personajes.
La historia cuenta el origen de los 4 fantásticos y su batalla en equipo contra su némesis el Dr Doom, combinando narrativamente los orígenes de los cómics Los 4 Fantásticos #1 y el origen de Doom de Fantastic Four Annual #2 con elementos originales. A pesar de tener programado su estreno en 1994, la película finalmente no se estrenó de manera oficial, pero copias ilegales en Internet han circulado a través de los años.

## Sinopsis
Reed Richards (Alex Hyde-White) y Victor Von Doom (Joseph Culp) son dos estudiantes de ciencia a los que un experimento les sale mal, coincidiendo con el paso de un cometa. Victor aparentemente muere desfigurado y Reed abandona la ciudad, dejando la casa de huéspedes de la madre de Sue (Mercedes McNab) y Johnny Storm (Phillip Van Dyke), siendo ellos niños. También se despide de Ben Grimm (Michael Bailey Smith), su mejor amigo y también amigo de la familia Storm.
Diez años más tarde, Richards vuelve y convence a Sue, Johnny y Ben para que le ayuden a realizar el mismo experimento que resultó fallido con Victor, coincidiendo de nuevo con el paso del cometa. Esta vez lo realizan en una nave y como recibirán rayos cósmicos de ese cometa necesitan de un diamante para que todo funcione, el cual es cambiado por "el Joyero" y por ende, el experimento vuelve a salir mal, quedando expuestos a radiación cósmica.
La nave choca contra la Tierra quedando los 4 completamente ilesos y se dan cuenta de que esta radiación les concede a cada uno poderes especiales; Reed con la capacidad de estirar su cuerpo de manera elástica; Sue puede volverse invisible; Johnny puede generar fuego de su cuerpo y Ben se convierte en la Mole; debido a que su cuerpo se convierte en roca orgánica. Pero antes de que puedan siquiera probarlos son capturados por los hombres de un villano llamado Dr. Doom quienes posan como Marines y en sus dominios de Latveria, los cuatro conocen a su enemigo. Posteriormente usando sus poderes escapan de la guarida de Doom y se reagrupan en el Edificio Baxter donde deciden que hacer ahora que tienen superpoderes. Ben abandona al grupo sintiéndose como un fenómeno y consigue refugio en la guarida del Joyero, la cual es custodiada por muchos vagabundos.
Víctor fue uno de los que necesitaba el diamante para obtener la radiación del cometa, ese diamante robado por el Joyero es regalado por este a una escultora ciega llamada Alicia Masters para convertirla en su novia, a lo que ella rehúsa. Ella había sido previamente secuestrada poco después de haber tenido un ameno encuentro con Ben a quien le dedica una de sus esculturas. Doom y sus secuaces tratan de obtener el diamante negociando antes con el Joyero pero Doom amenaza con matar a Alicia, por lo que Ben ataca y vuelve a su forma humana aunque sin poder rescatar a Alicia. Ahora perseguido por los secuaces de Doom, Ben regresa a su forma mutada.
Se desata un enfrentamiento armado entre los secuaces de Doom y los del Joyero. Doom logra tomar el diamante para darle poder a un potente cañón láser con el que pretende destruir Nueva York. Ben regresa con sus amigos y de inmediato Reed deduce que Doom en realidad es Víctor. Siendo los 4 los únicos capaces de detener a Doom, obtienen sus trajes hechos por Sue y viajan al Castillo de Doom en Latveria. Tras derrotar a los secuaces de Doom con sus poderes, Reed lucha contra Doom quien aparentemente se suicida al lanzarse de su castillo, pero su guante aun en el balcón comienza a moverse. Johnny transformado en la Antorcha Humana logra con dificultad desviar el rayo al espacio. Ben logra rescatar finalmente a Alicia quien no teme a su alterada apariencia. Los 4 deciden usar sus poderes para combatir al mal y Reed y Sue contraen matrimonio.

## Reparto
- Alex Hyde-White como Reed Richards.
- Rebecca Staab como Sue Storm.
  - Mercedes McNab como Sue (niña).
- Jay Underwood como Johnny Storm.
  - Phillip Van Dyke como Johnny (niño).
- Michael Bailey Smith como Ben Grimm.
  - Carl Ciarfalio como La Mole.
- Joseph Culp como Victor Von Doom.
- Kat Green como Alicia Masters.
- Ian Trigger como el Joyero.
- Annie Gagen como la Sra. Storm
- Robert Beuth  como Dr. Hauptman
- Ricky Dean Logan como Busboy.

## Producción
En 1983, el productor alemán Bernd Eichinger se reunió con Stan Lee de Marvel Comics en su hogar en Los Ángeles para explorar la opción de producir una película basada en Los 4 Fantásticos. Dicha opción no estuvo disponible hasta tres años después, cuando la compañía cineatográfica Neue Constantin  obtuvo los derechos por un precio considerado "no enorme" aunque se estima que pudo ser de $250,000. A pesar del interés de compañías como Warner Bros. y Columbia Pictures, las preocupaciones presupuestarias impidieron cualquier producción, y con la opción programada para expirar el 31 de diciembre de 1992, y Neue Constantin pidió a Marvel una prórroga. Al no recibir ninguna, Eichinger planeó retener su opción produciendo una película de  Los Cuatro Fantásticos  de bajo presupuesto, razonando, dijo en 2005, "No dijeron que tenía que hacer una gran película"." En septiembre de 1992, acordó una película tipo Cine B con el especialista Roger Corman, quien accedió a producirla bajo un presupuesto de un millón de dólares.
La producción comenzó el 28 de diciembre de 1992 bajo el director de video musical Oley Sassone. Los storyboards fueron trazados por el artista Pete Von Sholly. El día 21 o el día 25 el rodaje fue realizado en un estudio de sonido de Concorde Pictures en Venice, California, al igual que en Agoura (California) para la escena de la colisión de la nave, el campus del Loyola Marymount para la explosión del laboratorio, y el antiguo edificio Pacific Stock Exchange en el centro de Los Ángeles para las escenas de reunión de equipo.
El diseñador de vestuario Réve Richards declaró en 1993 ir a Golden Apple Comics en Melrose Avenue en Los Ángeles para comprar historietas de Los Cuatro Fantásticos, y, al explicar su tarea, "La gente en la tienda simplemente me rodeó y me dijo: "¿Vas a ser fiel a eso?" Y les dije, 'Es por eso que estoy comprando estos libros.'" Paul Ahern fue contratado como consultor en armas, y Scott Billups para efectos visuales a computadora. El maquillaje para efectos especiales estuvo a cargo de John Vulich y Everett Burrell de Optic Nerve. El especialista Carl Ciarfalio, quien portó un traje de goma para interpretar a La Mole, trabajó con el actor Michael Bailey Smith, quien interpretó al personaje en su identidad humana de Ben Grimm, para que sus gestos coincidieran. Durante los meses de posproducción, los compositores musicales David y Eric Wurst personalmente aportaron $6,000 para financiar una orquesta de 48 piezas para la banda sonora.

## Marketing y planes de estreno
En 1993 un artículo de revista especuló la fecha de estreno de la película en el fin de semana del Día del Trabajo de 1993. Durante ese verano, el tráiler fue estrenado en cines junto a la película (también de Corman) Carnosaur. Los miembros del elenco promocionaron la película con varios apartes en Shrine Auditorium en Los Ángeles y en el San Diego Comic-Con International. En aquel tiempo se anunció que el estreno tendría lugar en Mall of America en Minneapolis, Minnesota, el 19 de enero de 1994, 
con los ingresos del evento destinado a las obras de caridad en la Ronald McDonald House y la red de hospitales Children's Miracle Network.
Eichinger entonces informó a Sassone que la película no sería estrenada. Se especuló que la película nunca había sido lanzada, pero que esta solo fue producida únicamente como una forma de que Eichinger retuviera los derechos sobre los personajes; Stan Lee dijo en 2005 que este era realmente el caso, insistiendo, "La película nunca debería ser mostrada a nadie", y agregando que el elenco y el equipo habían sido ignorados. Corman y Eichinger desestimaron los reclamos de Lee, 
con el primero afirmando en el mismo artículo, "Tuvimos un contrato para lanzarlo, y tuve que ser comprado por ese contrato" por Eichinger. Eichinger, también en el mismo artículo, tildó la versión de los hechos según Lee "Definitivamente no son verdad. No era nuestra intención [original] hacer una película B, eso es seguro, pero cuando la película estaba allí, queríamos lanzarla." Él dijo al futuro ejecutivo fílmico de Marvel Avi Arad, en aquel entonces ejecutivo de Marvel en 1993,

...me llama y me dice: 'Escucha, creo que lo que hiciste fue genial, muestra tu entusiasmo por la película y la propiedad, y ... entiendo que hayas invertido tanto y Roger haya invertido tanto ... y mucho. Hagamos un trato ". Porque realmente no le gustaba la idea de que una pequeña película saliera y arruinara la franquicia ... Entonces me dice que quiere devolverme el dinero que gastamos en la película y que no deberíamos liberarlo
.

Arad declaró en 2002 mientras estaba de viaje en Puerto Rico en 1993, un fan que se dio cuenta de la camisa Fantastic Four de Arad expresó entusiasmo por el próximo estreno de la película, del cual Arad dijo que no estaba al tanto. Preocupado por la forma en que la película de bajo presupuesto podría abaratar la marca, dijo que compró la película "por un par de millones de dólares en efectivo" y, al no haberla visto, ordenó destruir todas las copias impresas..
Eichinger continuó negociado para producir una adaptación de más alto presupuesto, hablando con varios directores incluyendo a Chris Columbus, Peyton Reed, y Peter Segal. Después de que la preproducción comenzó brevemente en 1996, Eichinger y su compañía, en ese momento llamada Constantin Film, comenzó la producción en 2004 de Los 4 Fantásticos con un presupuesto estimado en $90 millones. Tras el éxito de la película en 2005, Eichinger y Constantin produjeron la secuela, Los 4 Fantásticos y Silver Surfer (2007) con un presupuesto de $130 millones. Un reboot de la serie fue estrenado en 2015.
Aunque nunca fue oficialmente estrenada, pero fue exhibida una vez el 31 de mayo de 1994, la película ha sido catalogada como bootleg. Sin embargo, la película está disponible para ver en YouTube y Dailymotion.

## Recepción
La anulación de su estreno y las declaraciones de Marvel Comics al respecto, acerca de que la productora nunca pensó en estrenarla ni en que nadie la fuese a ver, sentenció la película al fracaso absoluto. En Rotten Tomatoes solo tiene 7 críticas y un 29% de índice de audiencia.
En noviembre de 2008, la revista Wizard Magazine la incluyó en su ranking de “Las 50 películas más cómicas de todos los tiempos” (... y algo tan mala que solo tienes que verla) " y clasificó esta película más alta que Batman & Robin, Steel, Virus, y Red Sonja, todos aquellas fueron estrenadas en cines, pero tuvieron malas críticas. Clint Morris de la revista Film Threat dijo de una copia de la película que obtuvo, 
"[Sí] es terriblemente de bajo presupuesto y sí es irrisoriamente cursi y débilmente interpretado, pero al mismo tiempo también hay algo irresistiblemente inquisitivo sobre este cómic B que te hace preguntar por qué no obtuvo un lanzamiento en algún lugar de la línea. Incluso si se parece a The Toxic Avenger [más que] decir, Spider-Man... El guion no es del todo malo y algunos de los actores, especialmente Michael Bailey Smith, son en realidad bastante buenos aquí, y con un brillo extra, creo que podrían haber sido capaces de estrenar esta película".

## En la cultura popular
En 2013, un arco de la historia principal en la cuarta temporada de Arrested Development alude al intento de Tobias Fünke de realizar un musical basado en la película. La configuración de la historia se refería a su relación romántica con una actriz que había interpretado a Sue Storm en una película inédita de los Cuatro Fantásticos. Esta historia de fondo parodia el desarrollo de la película Corman de 1994 y la historia es una sátira extendida sobre varias batallas de derechos de cómics.[cita requerida]
En 2014, un tráiler promocional del documental Doomed! The Untold Story of Roger Corman's "The Fantastic Four" (¡Condenado! La historia no contada de "Los Cuatro Fantásticos" de Roger Corman) fue estrenado con Corman y el resto del elenco y el equipo explicando lo que sucedió con la película y su producción. El documental fue estrenado en julio de 2015.